# Jan Mniszech (zm. po 1676)
Jan Wandalin Mniszech herbu własnego (zm. po 1676) – starosta generalny ruski w latach 1653-1676, starosta radzyński w 1653 roku, starosta gliniański w 1653 roku, sędzia kapturowy ziemi lwowskiej w 1673 roku.
Jego ojcem, według portretu, był Stanisław Bonifacy Mniszech, matką zaś Zofia z książąt Hołowszczyńskich (zdaniem Maurycego Horna, w tym krótkotrwałym małżeństwie Stanisław Bonifacy Mniszech nie pozostawił potomstwa).
Był elektorem Michała Korybuta Wiśniowieckiego z ziemi przemyskiej w 1669 roku.